# Jemenstenskvätta
Jemenstenskvätta (Oenanthe bottae) är en fågel i familjen flugsnappare inom ordningen tättingar. Den inkluderade tidigare höglandsstenskvättan (O. frenata) som underart, med svenska namnet svartpannad stenskvätta på den sammanslagna arten. Denna artikel behandlar bottae i begränsad mening. 

## Kännetecken
Jemenstenskvätta är en stor (17-18 cm) och långbent stenskvätta som ofta står påfallande upprätt. Den har ett kraftigt vitt ögonbrynsstreck och ett brett mörkt ögonstreck. Stjärten är nästan helt svart eller brunsvart med vitt endast på yttre stjärtpennornas bas. Vidare är eden gråbrun på hjässa och ovansida, vit i ansiktet och på strupen samt orange eller sandbrun på bröst och flanker. Liknande höglandsstenskvättan, tidigare behandlad som underart, är mörkare ovan, med kanelorange på nedre halssidorna, bröstet och flankerna men beigevitt på bukens mitt.

## Utbredning och systematik
Jemenstenskvättan hittas i höglänta områden på sydvästra Arabiska halvön (Mecka till Jemen). Tidigare inkluderades höglandsstenskvätta (O. frenata) i arten, men urskildes 2016 som egen art av BirdLife International, 2022 av tongivande eBird/Clements, 2023 av International Ornithological Congress och 2024 av Birdlife Sverige.
Längre tillbaka har arten behandlats som samma art som isabellastenskvätta (O. isabellina) och framför allt sahelstenskvätta (O. heuglinii), men den senare skiljer sig i både storlek, utseende, beteende och levnadsmiljö.

### Familjetillhörighget
Stenskvättorna ansågs fram tills nyligen liksom bland andra buskskvättor, stentrastar, rödstjärtar vara små trastar. DNA-studier visar dock att de är marklevande flugsnappare (Muscicapidae) och förs därför numera till den familjen.

## Levnadssätt
Fågeln förekommer i höglänta gräsmarker, steniga eller klippiga sluttningar, lavslätter samt kring jordbruksområden. Den är ofta lätt att komma nära inpå livet och ses sitta på staket, klippblock och buskar. Den födosöker på marken, men information om dess föda saknas. Arten häckar från februari till juni i Etiopien, medan vuxna fåglar med föda till ungar har noterats på Arabiska halvön.

## Status och hot
Arten har ett stort utbredningsområde och beståndet anses vara stabilt. Internationella naturvårdsunionen IUCN listar den därför som livskraftig (LC). Den beskrivs som ofta vanlig.

## Namn
Fågelns vetenskapliga artnamn hedrar Paolo Emilio Botta (1802-1870), italiensk läkare, naturforskare och arkeolog tillika diplomat verksam i Egypten, Arabien och Persien 1830-1846.